# 다이 겐지
다이 겐지(일본어: 代 健司, 1989년 3월 27일 ~ )는 일본의 축구 선수이다.

## 구단 경력
그는 2011년부터 2024년까지 J리그의 미토 홀리호크, 에히메 FC, 레노파 야마구치 FC, 카탈레 도야마, 테게바자로 미야자키에서 활동하였다.